# Syraattack

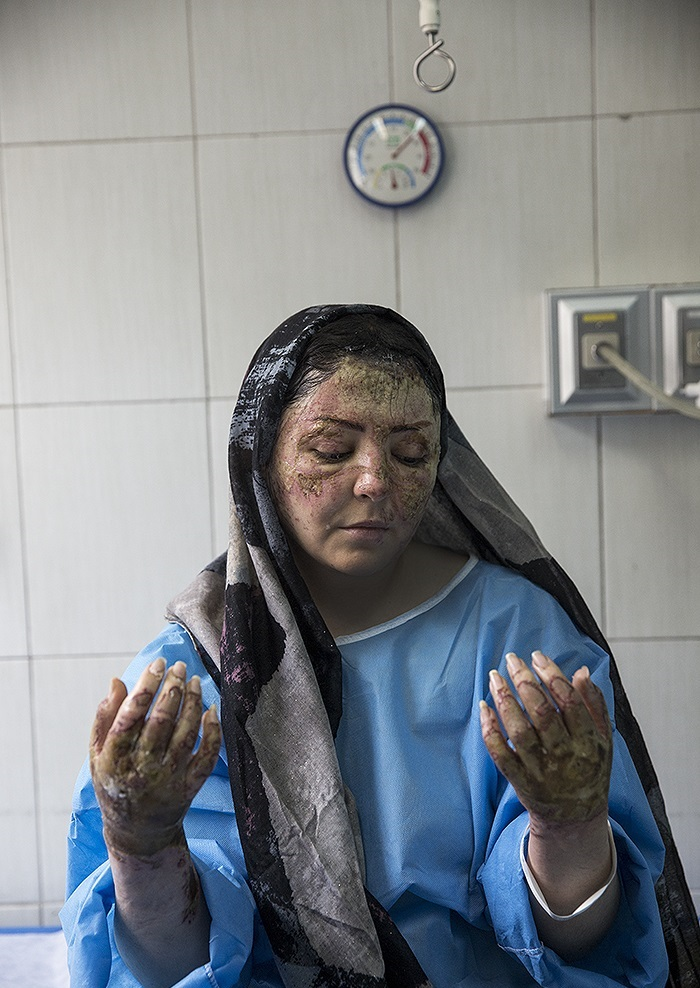
En iransk kvinna, som attackerats med syra, undergår behandling i Teheran, fotograferad i april 2018.

En syraattack, också kallad syrakastning, är en form av grovt våldsbrott där förövaren kastar syra eller annat frätande ämne på en annans kropp "med avsikt att förvränga, stympa, tortera eller döda". Förövaren använder frätande vätskor som oftast riktas mot ansiktet, vilket bränner offrets ansikte och skadar hudens vävnad samt även ben. 

## Förekomst
Den brittiska organisationen Acid Survivors Trust International (ASTI) arbetar sedan 2002 med att dokumentera och förhindra syraattacker runt om i världen. Attackerna är inte begränsade till några speciella världsdelar, kulturer eller religioner men 90% av attackerna antas ske i utvecklingsländer. ASTI rapporterade år 2021 om 1500 kända fall, men uppskattar att detta är betydligt mindre än hälften av de faktiska antalet. Många attacker anmäls aldrig, bland annat för att de drabbade är rädda för repressalier om de anmäler brotten och för att de varken har tillgång till adekvat sjukvård eller rättsmyndigheter som tar tag i och dokumenterar händelserna. 
Uppskattningsvis 80 procent av syraattackerna drabbar kvinnor, ofta efter att de har vägrat giftermål eller på annat sätt avvisat sexuella inviter. De är vanligare i samhällen där det råder stor ojämlikhet mellan kvinnor och män. Bland de länder där många attacker har rapporterats finns de sydasiatiska Indien, Pakistan och Bangladesh, men också Uganda, Kambodja och Colombia. I många länder underlättas brotten av att svavelsyra och salpetersyra är lättillgängliga eftersom de används inom textil- eller gummiindustrien. 
Storbritannien är ett av de länder som har flest syraattacker per invånare och skiljer sig från mönstret genom att huvuddelen av offren är män. Syra har där blivit till ett vapen i gängrelaterade konflikter, och antalet syraattacker har ökat mycket snabbt sedan 2012. Londonpolisens statistik för åren 2001-2016 visar att det inte, tvärt emot mångas antaganden, var sydasiatiska män som utförde attackerna. Endast 6 procent av de misstänkta var asiater, och endast ett av de nästan 2200 attackerna under perioden bedöms ha haft hedersrelaterade motiv.

## Lagar och rättsliga påföljder
Storbritanniens parlament antog 2019 ett tillägg till vapenlagen som innebär förbud att inneha frätande ämnen på allmän plats samt kontroll och begränsning av handeln med sådana ämnen. Liknande lagar finns i flera andra länder, men de tillämpas sällan konsekvent.
I länder med Sharia-lagstiftning har principen qisas tillämpats vid några tillfällen, där offer som blivit blinda på grund av syraattacker har kunnat få sin förövare dömd till att förlora sin syn enligt principen "öga för öga". Ett uppmärksammat fall gällde den iranska kvinnan Ameneh Bahrami som år 2008 förlorade synen i en syraattack. Förövaren dömdes till att förlora sin syn men domen verkställdes aldrig, då offret tog tillbaka sin begäran. I andra fall har liknande domar verkställts i Iran, vilket kraftfullt fördömts av bland annat Amnesty International.

## Bildgalleri

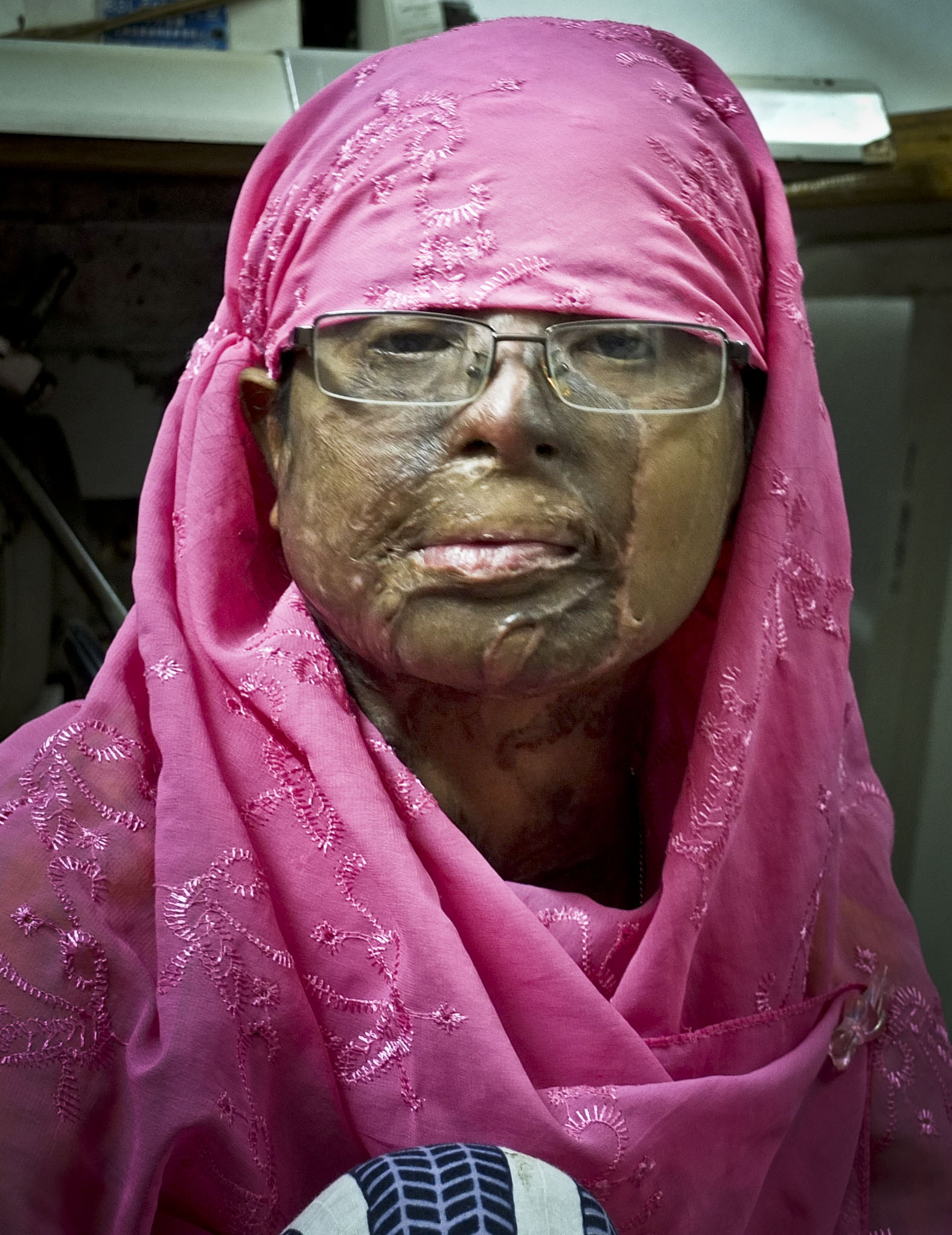
Offer för syraattack i Dacca, Bangladesh, 2014
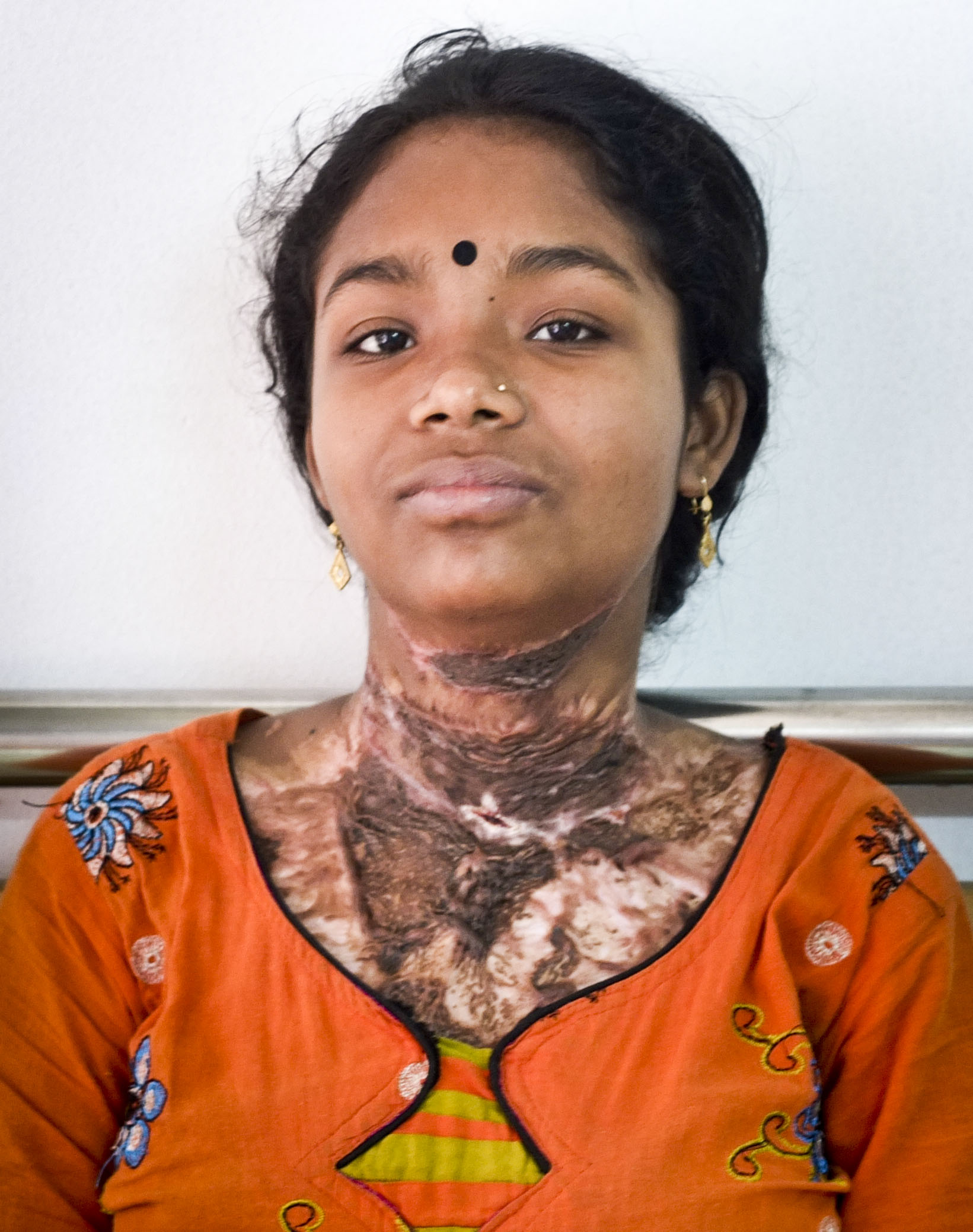
Offer för syraattack i Dacca, Bangladesh, 2014
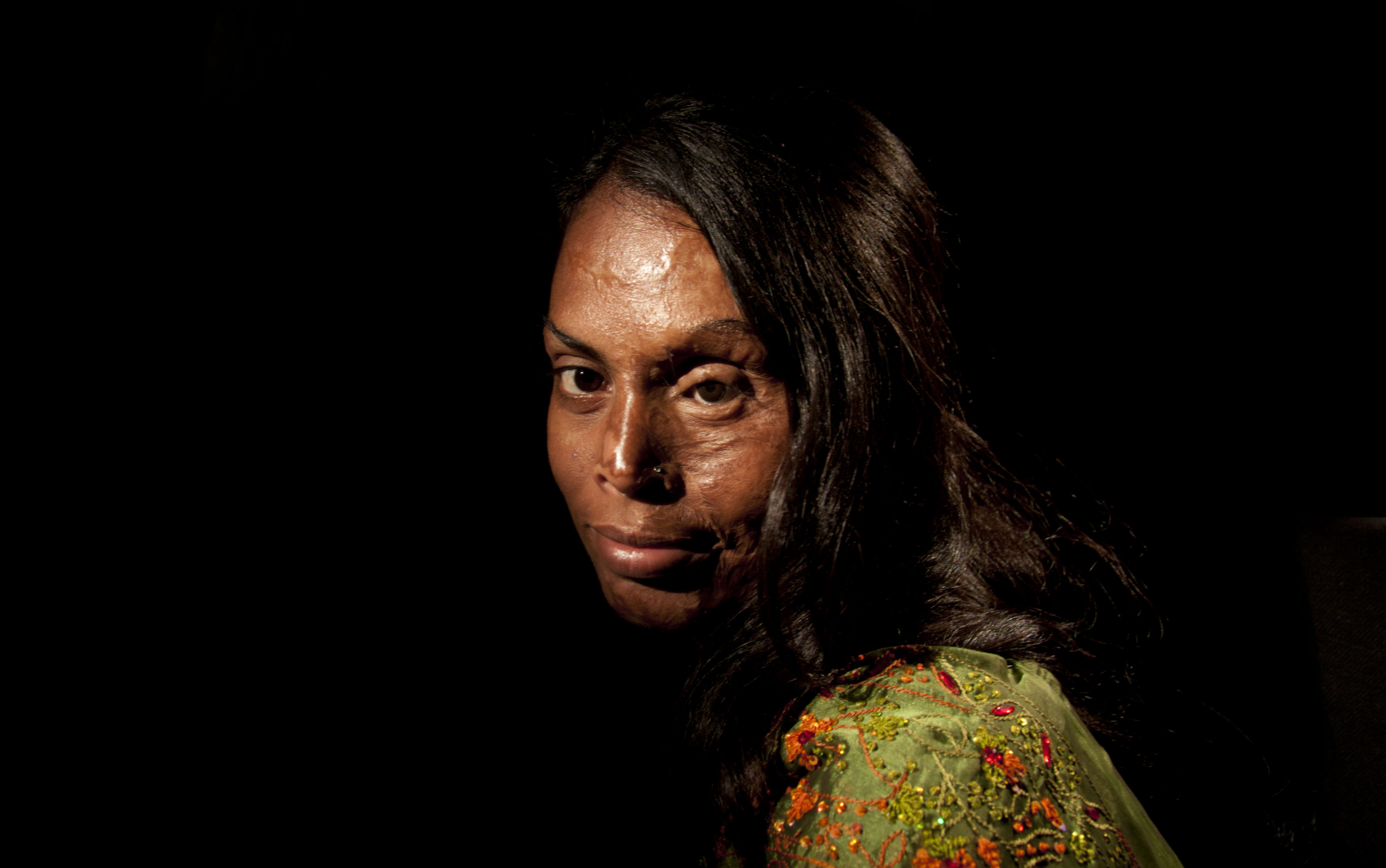
Offer för syraattack i Dacca, Bangladesh, 2014
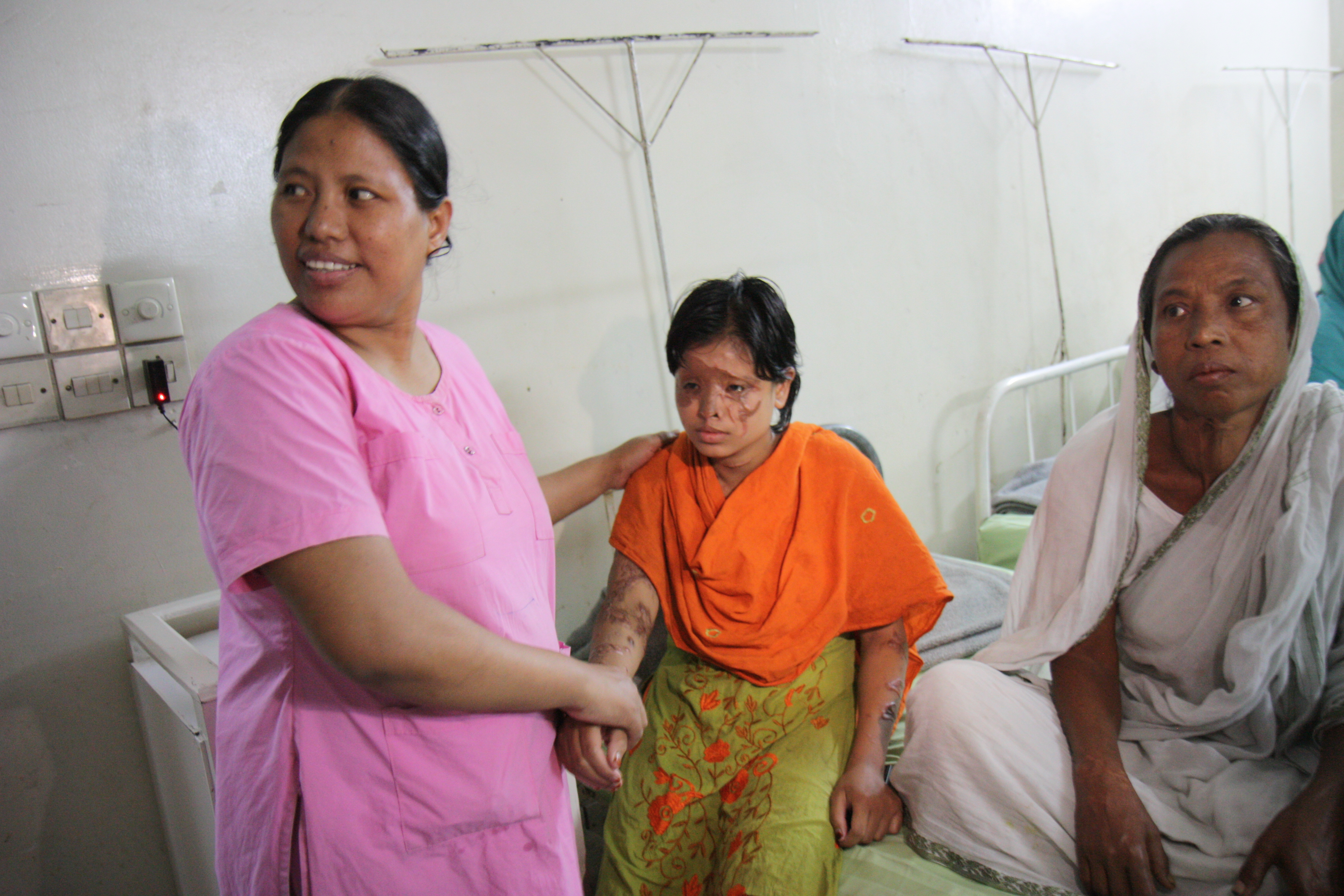
2011 - Offer för syraattack vårdas på Acid Survivors Foundations sjukhus i Dacca, Bangladesh
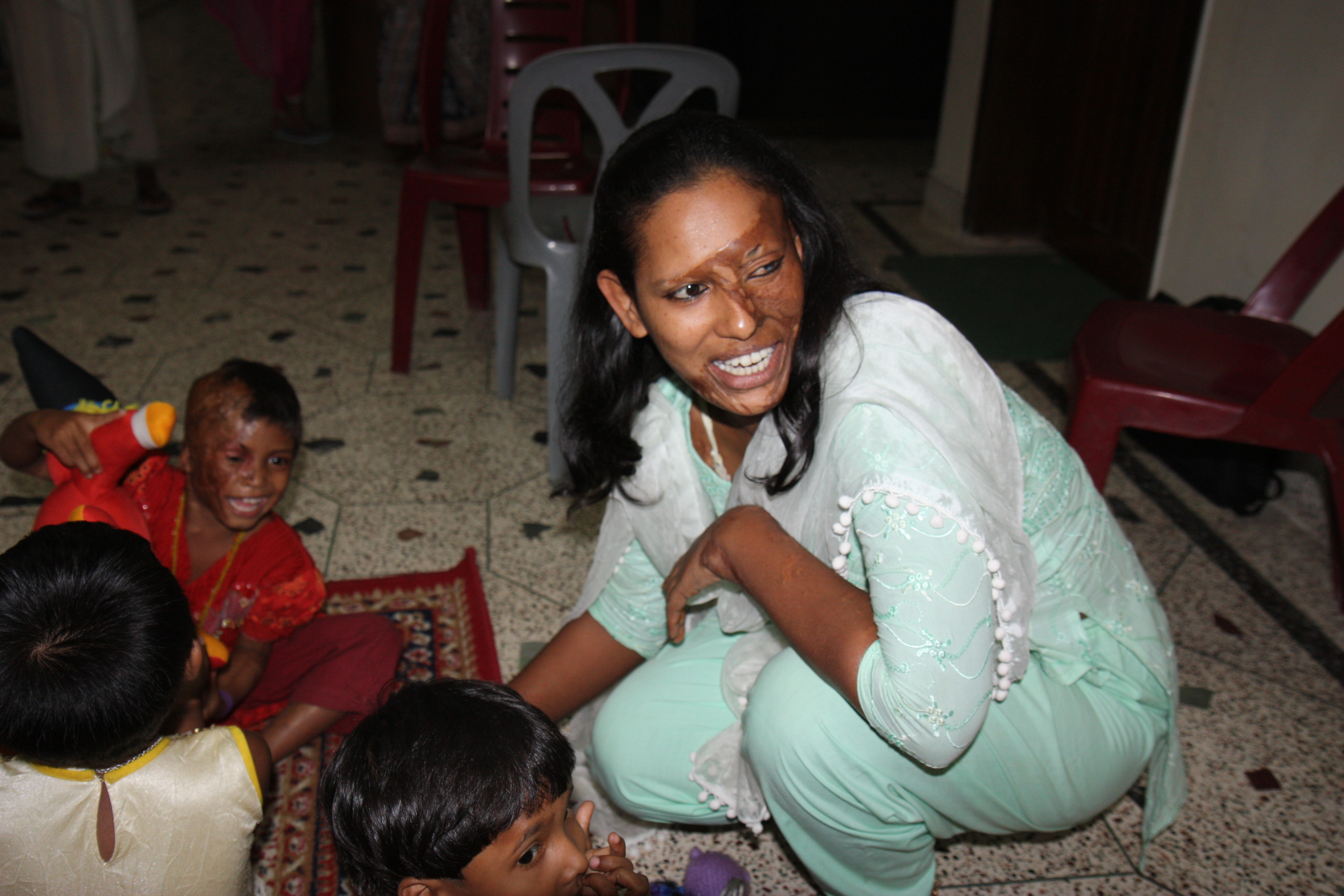
Sonia från Magura i sydvästra Bangladesh, utsattes för syrattack år 2000 vid 13 års ålder efter att ha avvisat ett föreslaget arrangerat äktenskap